# Joseph Fan Zhongliang
Mgr Joseph Fan Zhongliang, chinois simplifié : 范忠良 ; pinyin : Fàn Zhōngliáng,  SJ, né le 18 décembre 1918 et mort le 16 mars 2014   à Shanghai, est un prêtre catholique chinois de la Compagnie de Jésus, évêque du diocèse de Shanghai de l’église clandestine de Chine.

## Biographie
Fan Zhongliang a été baptisé à l’âge de 14 ans. Il entre dans la Compagnie de Jésus en 1938 et est ordonné prêtre en 1951.
Dans la nuit du 8 au 9 septembre 1955, Joseph Fan Zhongliang est arrêté, en même temps que Mgr Ignatius Kung Pin-mei, l’évêque jésuite de Shanghai et plus de trois cents prêtres, religieuses et fidèles de Shanghai, par les autorités communistes, sous l’accusation d’« activités contre-révolutionnaires ».
Condamné en 1958, il passe vingt années en détention dans un camp de travail du Qinghai où il transporte les cadavres des prisonniers au cimetière du camp. À sa libération du camp en 1978, il est assigné dans un lycée de la province où il enseigne plusieurs années pour les enfants des hauts-dignitaires du régime avant d’être libéré le 19 août 1991 et autorisé à retourner à Shanghai où il est placé en résidence surveillée.
Le 27 février 1985, il reçoit l’ordination épiscopale dans la clandestinité par Mgr Matthias Lu Zhen-shengle, alors en détention, et devient évêque coadjuteur d’Ignatius Kung Pin-mei toujours emprisonné.
En 2000, il est nommé évêque de Shanghai par le pape Jean-Paul II, une nomination refusée par le Parti communiste chinois.
Atteint par la maladie d’Alzheimer et très affaibli, Mgr Joseph Fan Zhongliang meurt le 16 mars 2014 à son domicile.
Après sa mort, le gouvernement chinois refuse la demande de Mgr Savio Hon Tai-fai, numéro 2 de la Congrégation pour l'évangélisation des peuples à Rome, de libérer l’évêque auxiliaire de Shanghai, Mgr Thaddeus Ma Daqin, pour qu’il puisse célébrer les obsèques de Mgr Joseph Fan Zhongliang. Le gouvernement chinois ayant refusé que la dépouille de l’évêque soit transférée dans la cathédrale Saint-Ignace de Shanghai, c’est dans la cour de la maison funéraire qu’un service religieux a été célébré le 22 mars 2014,. N’ayant pu être enterré dans la cathédrale Saint-Ignace, ses cendres ont été inhumées au cimetière de Sheshan, à proximité du sanctuaire de la Vierge, patronne de la Chine.